# Българска федерация по таекуон-до
Българската федерация по таекуон-до АЙ-ТИ-ЕФ (съкратено БФТ ITF) е регистрирана с решение № 71 и пререгистрирана съгласно новия Закон за юридическите лица с нестопанска цел с решение № 4207/14.12.01 г. по фирмено дело № 443/1999 г. на Благоевградския окръжен съд и лицензирана с лиценз № 001691/29 юли 1999 г. в тогавашния КМФВС към МС на Р. България и прелицензирана с лиценз No 001691/23 юли 2003 г. на Министерството на младежта и спорта.
Б.Ф.Т. ITF е член на Балканската федерация по таекуон-до от 1997 г. (и неин учредител), на Европейската федерация по таекуон-до (AЕТF) oт 1995 г. и на федерация по таекуон-до (ITF) от 1988 г.
В Международната федерация по таекуон-до членуват над 120 страни, между които САЩ, Канада, Япония, Русия, Германия, Испания и др., с над 40 милиона трениращи.
В края на 1985 г. в България пристига майстор Ким Унг Чол от Северна Корея и се превръща в основоположник на Таекуон-до в страната. Въпреки че първоначалният му престой е кратък, той оставя след себе си запалени ученици и верни последователи. По тяхно настояване през 1988 г. към майстора е отправена официална покана отново да посети България от името на Националната спортна академия (тогава ВИФ „Г. Димитров“). За периода на своето пребиваване майстор Ким Унг Чол си поставя за цел да създаде Българска федерация по таекуон-до към Международната федерация по таекуон-до, както и да събере и подготви български национален отбор за участие в международни прояви.
Създава се и специалност „Таекуон-до“ в НСА, където майсторът става първи преподавател. През 1989 г. официално се учредява БФТ, а за президент на федерацията е избран Светослав Иванов, а настоящият президент е Марио Богданов. Седалището на БФТ се намира в Благоевград.
Следват години на възход за таекуон-до в България. До голяма степен успехите се дължат на корейските инструктори, работили в страната: майстор Ким Чол Ман – VI дан (1989 – 1993 г.), майстор Сок Мин Чол – VII дан (1993 – 1999 г.) и най-вече на майстор Ким Унг Чол – VIII дан, който и до днес преподава в България.